# Adam Bochnak
Adam Bochnak (ur. 17 września 1899 w Krakowie, zm. 28 maja 1974 tamże) – polski historyk sztuki, profesor Uniwersytetu Jagiellońskiego, dyrektor Muzeum Narodowego w Krakowie.

## Życiorys
Urodził się w rodzinie kupca Władysława i Józefy ze Spyszów (1868–1937). Miał siostrę Zofię (1903–1999). Kształcił się w gimnazjum św. Anny w Krakowie, gdzie w 1917 roku zdał maturę. Następnie studiował historię sztuki na Wydziale Filozoficznym Uniwersytetu Jagiellońskiego (1917–1922), m.in. pod kierunkiem Jerzego Mycielskiego i Juliana Pagaczewskiego, który był promotorem jego doktoratu Kolegiata św. Józefa w Klimontowie (1922). Jako student walczył w szeregach krakowskiego batalionu Legii Akademickiej, który stanowił część obsady pociągu pancernego „Śmiały”, działającego na froncie ukraińskim na przełomie lat 1918/1919. Już w 1920 roku podjął pracę na Uniwersytecie Jagiellońskim, z którym pozostał związany aż do emerytury w 1969 roku. Początkowo pracował jako starszy asystent w Katedrze Historii Sztuki, a od 1925 roku (po przedstawieniu pracy Makaty marszałka Francji Franciszka de Crequi, księcia de Lesidiguieres) był docentem w tej katedrze.
Uniknąwszy aresztowania w Sonderaktion Krakau, docent Bochnak wyjechał do Ciężkowic k. Tarnowa, gdzie przez cały okres okupacji niemieckiej kierował tajnym nauczaniem.
Po II wojnie światowej opiekował się Muzeum Uniwersytetu Jagiellońskiego (1947–1951), w 1948 roku został profesorem kontraktowym, w 1953 roku kierownikiem Katedry Historii Sztuki, w 1954 roku profesorem nadzwyczajnym, w 1957 roku profesorem zwyczajnym i kierownikiem Katedry Historii Sztuki Nowożytnej. Od 1960 roku kierował również Instytutem Historii Sztuki, pełnił funkcje w kierownictwie uczelni – dziekana Wydziału Filozoficzno-Historycznego (1954–1956, 1959–1961) i prorektora (1956–1959). Poza uniwersytetem współpracował z Gabinetem Rycin PAU (gdzie był w latach 1935–1939 konserwatorem), Liceum Koedukacyjnym w Ciężkowicach (dyrektor, 1945), Muzeum Narodowym w Krakowie (kustosz i zastępca dyrektora w latach 1945–1957 pod nazwą Państwowe Zbiory Sztuki na Wawelu, dyrektor Muzeum 1957–1962). 
W 1939 roku został członkiem korespondentem PAU; był sekretarzem (dwukrotnie) i przewodniczącym (1952) Komisji Historii Sztuki PAU, a także zastępcą przewodniczącego i przewodniczącym Komisji Teorii i Historii Sztuki Oddziału PAN w Krakowie. Należał m.in. do Towarzystwa Miłośników Historii i Zabytków Krakowa (wiceprezes, członek honorowy) i Stowarzyszenia Historyków Sztuki (członek honorowy). W 1958 roku kierował polską ekspozycją zabytków krakowskich na międzynarodowej wystawie „Złoty wiek miast europejskich” w Gandawie; otrzymał za to przedsięwzięcie Nagrodę miasta Krakowa (1958). Był także laureatem nagród ministra szkolnictwa wyższego (1963, 1966), w 1972 roku otrzymał Medal im. Mikołaja Kopernika PAN. 
Adam Bochnak poślubił Ewę Mossoczy (1912–2006), z którą miał dwóch synów, Jacka i Wojciecha. 
Zmarł w Krakowie. Pochowany na cmentarzu Rakowickim (kwatera Ł-płd-po lewej Grzesickiego).

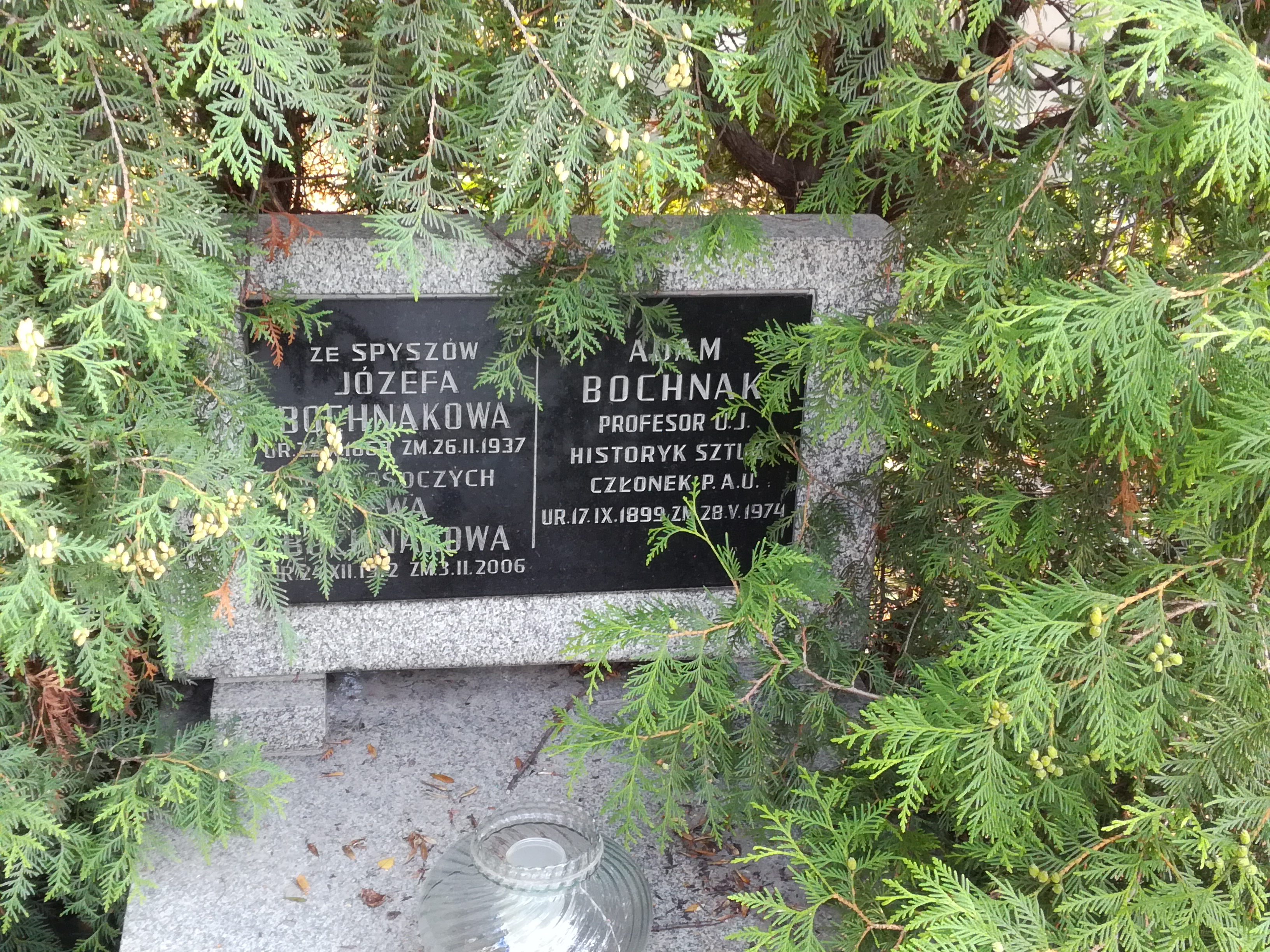
Grób prof. Adama Bochnaka na cmentarzu Rakowickim w Krakowie

## Badania
Zajmował się historią sztuki barokowej i rokoka, historią rzemiosła artystycznego, historią nauk o sztuce oraz muzeologią. W poszukiwaniu źródeł początków baroku w Polsce wskazał na kościół św. Piotra i Pawła w Krakowie, jako wzorowany na rzymskim kościele Il Gesù. Dla wydawnictwa Historia sztuki polskiej opracował temat dziejów rzemiosła artystycznego. Dokonał analizy historycznej i estetycznej obrazu z fary w Bieczu, wskazując na związki z dziełem Opłakiwanie Chrystusa Michała Anioła w katedrze florenckiej. Był autorem życiorysów polskich historyków sztuki, badał m.in. życie i dorobek Mariana Sokołowskiego. W latach 1939–1952 redagował „Prace Komisji Historii Sztuki”, a w latach 1961–1963 „Rocznik Krakowski”.

## Ordery i odznaczenia
- Krzyż Komandorski Orderu Odrodzenia Polski (1959)[4]
- Krzyż Kawalerski Orderu Odrodzenia Polski (29 października 1947)[5]
- Złoty Krzyż Zasługi (28 września 1954)[6]
- Medal 10-lecia Polski Ludowej (15 stycznia 1955)[7]
- Odznaka tytułu honorowego „Zasłużony Nauczyciel Polskiej Rzeczypospolitej Ludowej” (1973)

## Upamiętnienie
Ulica w Krakowie w dzielnicy Swoszowice, łącząca ulice Myślenicką i Wróblowicką została nazwana imieniem prof. Adama Bochnaka.

## Wybrane prace naukowe
- 1925: Giovanni Battista Falconi
- 1925: Kościół św. Stanisława w Uhercach
- 1925: Zabytki przemysłu artystycznego w kościele parafialnym w Luborzycy (z J. Pagaczewskim)
- 1931: Ze studiów nad rzeźbą lwowską epoki rokoka
- 1935: Dwa naczynia z herbami Wazów w kolegiacie łowickiej
- 1935: „Opłakiwanie Chrystusa”, obraz w głównym ołtarzu kościoła parafialnego w Bieczu
- 1938: Grób biskupa Maura w krypcie św. Leonarda na Wawelu
- 1948: Zarys dziejów polskiej historii sztuki
- 1952: Gobeliny Katedry wawelskiej z historią Jakuba
- 1953: Kaplica Zygmuntowska
- 1957: Historia sztuki nowożytnej (2 tomy)
- 1960: Najstarsze budowle wawelskie